# 秋元美里
秋元 美里（あきもと みさと、1977年（昭和52年）2月26日）は、日本の経営者。株式会社まるだい運輸倉庫 代表取締役社長、株式会社エムアイジャパン 代表取締役社長。

## 経歴
幼少期から祖父を敬愛するいわゆる「おじいちゃん子」だった。祖父は1958年に小田原市でまるだい運輸倉庫を創業した奥山武。。
学校では授業中に隠れて読書をする「物静かでちょっと変わった子だった」と自分を評する。
大学卒業後、ゲーム会社に就職し、3年目の24歳で社内起業を経験。秋葉原のコワーキングスペースのような店舗でメイドスタッフを配置し、親会社のゲームのPR活動を行う。
2007年
- まるだい運輸倉庫の先代社長の叔母から頼まれ、「家族の頼みは断れない」と受諾し、入社[1]。

2012年
- 結婚・出産のため育児休暇に入る[1][4]。

2014年
- 二人目を出産[1][4]。

2015年
- 復職。2013年から3期連続赤字で、銀行側からの要望もあり急遽副社長 就任[1][4]。

2020年
- 代表取締役社長 就任[1][4]。

## 人物
- 「幼い頃から祖父が大好きでした。教わった事が人生観の土台になり、経営者としても人としても理想像」と語る[1]。
- 社会人当初は仕事のセンスがないと考え、社内起業を通じて「周りの協力があればできるという成功体験から大きく変わった」と語る[1]。
- 「祖父からも『継いで欲しい』と言われてなく、その気持ちもなかった」と語り、副社長 就任も望むものでなかったが、「祖父の会社を潰したくない」との思いがあり受諾した[4]。
- 社員には「家族が入社したいと思える会社にしたい。その為に力を貸してほしい」と伝え続ける[4]。
- 「人に寄り添い、傾聴する能力は女性の強み。最前線でさらに活躍して欲しい」と語る[6]。
- 「優秀でも、結婚や出産でキャリアが途切れた女性の採用が、組織強化につながる」と語る[7]。
- 女性起業家の創出を目指し、アクセラレータプログラムを主催[8][9][10]。
- 小田原市のシンポジウムにも登壇し、女性の活躍推進や地域発展の活動を行う[11][12]。

### まるだい運輸倉庫での取り組み
- 「リストラや給与カットは絶対にしたくない」という思いが強く、コストダウンと売上向上を徹底的に行った[1]。
- 経営戦略の一つとして積極的に女性管理職を登用[7]。2024年1月現在、社員の4人に1人が女性[13]。
- フォークリフトや大型免許などの取得費用を全額負担[7]。
- 2021年4月、一般向けを含む軽貨物車による小口配送事業を開始[14]。
- 2024年4月から週休2日制を導入[15]。
- 社員の発案でロシアによるウクライナ侵攻に抗議するステッカーをトラックに貼る[16]。

## 登壇
2024年
- 7月　第148回 夏季 全国経営者セミナー　[17][18]

2025年
- 1月　新春経営者セミナー『可能性は無限にある 〜イノベーションを急げ〜』[19]
- 7月　第150回 夏季 全国経営者セミナー『会社を継いでみたら、まさかの借金40億円!?事業と社員を守り、再び成長路線へと盛り返す《後継者たちの熱き闘い！》』[20]

## 社外活動
- 日本政策金融公庫女性経営者の会「赤い靴」横浜支部 副幹事[21]
- 小田原卸商業団地協同組合 理事[22]
- 小田原市教育委員会 委員[3]
- 小田原箱根商工会議所 気候変動タスクフォース委員会 委員長[21]
- 小田原警察署協議会委員（2025年7月〜）[23]